# ともだちのうた (ハリセンボンの曲)
「ともだちのうた」は、ハリセンボンのシングル。2007年3月7日にYOUR.から発売された。

## 概要
- 「ともだちのうた」は、2007年公開のアニメ映画『超劇場版ケロロ軍曹2 深海のプリンセスであります!』と同時上映された『ちびケロ ケロボールの秘密!?』の主題歌として使用された[3]。
- 付属のDVDにはミュージックビデオと振り付けレッスン映像が収録されている[4]。
- 売れた枚数がわずか398枚であり[5]、売上枚数について『水曜日のダウンタウン』や『アメトーーク!』などのテレビ番組で話題に挙げられていた[5]。作曲担当の蔦谷好位置は、作曲を担当した作品で1番売れなかった曲かもしれないとコメントしている[6]。後にテレビ番組で話題になったことにより印税が入った影響で、1番売れなかった曲ではなくなったことも報告している[7]。

## 収録曲
（全編曲：秋山誠司）
1. ともだちのうた [3:36]
作詞：ヒゲ社長と野口、作曲：蔦谷好位置
2. 待っててもいいわ [5:23]
作詞・作曲：山寺巣"tk"吉六
3. ともだちのうた（カラオケ） [3:36]

## スタッフクレジット
| ジャケットデザイン           | 高木千寿（studio expo）                                         |
| フォトグラフィ               | 関めぐみ                                                        |
| ヘアメイク                   | 大平千紗子（Hitch International）                               |
| スタイリング                 | 清水研一                                                        |
| マネジメント                 | 坪倉大輔（吉本興業）                                            |
| A&R                          | 硲陽子（R and C）                                               |
| プロモーター                 | 武井大樹（R and C）                                             |
| マーケティング               | 國田亜希子（R and C）                                           |
| チーフプロデューサー         | 藤原寛（吉本興業）、林正樹（吉本興業）                          |
| ゼネラルプロデューサー       | 水谷暢宏（吉本興業）、岡本昭彦（吉本興業）、内田久喜（R and C） |
| エグゼクティブプロデューサー | 水上晴司（吉本興業）                                            |